# استان مستغانم
| استان مستغانم          | استان مستغانم      |
| ---------------------- | ------------------ |
|                        |                    |
| Algeria-Mostaganem.png |                    |
| کشور                   | الجزایر            |
| مساحت                  | ۲٬۲۶۹ کیلومتر مربع |
| جمعیت                  |                    |
| جمعیت                  | ۷۴۶٬۹۴۷            |
| تراکم جمعیت            | ۳۲۹٫۲/کیلومتر مربع |
| شمارگان                |                    |
| شمارهٔ استان            | ۲۷                 |
| پیش‌شمارهٔ تلفنی         | ۰۴۵                |
| تعداد فرمانداری‌ها      | ۱۰                 |
| تعداد شهرستان‌ها        | ۳۲                 |
| کد پستی                | -                  |

مُستَغانِم نام استان بیست‌وهفتم از استان‌های کشور الجزایر است.
مرکز این استان شهر مستغانم است.

## شهرستان‌ها
| - عین تادلس - بوقیراط - حاسی ماماش - سیدی علی | - سیدی لخظر - عین النویصی - ماسرة - مزغران |  |